# محمد امان (بازیکن فوتبال)
محمد امان (انگلیسی: Mohammed Aman؛ زادهٔ ۸ سپتامبر ۱۹۸۸) یک ورزشکار اهل عربستان سعودی است.
از باشگاه‌هایی که در آن بازی کرده‌است می‌توان به باشگاه فوتبال الاهلی عربستان سعودی، باشگاه فوتبال القادسیه عربستان سعودی، و باشگاه فوتبال التعاون عربستان سعودی اشاره کرد.